# Sultan ibn Saif I.
Sultan ibn Saif I. (arabisch سلطان بن سيف اليعربي, DMG Sulṭān b. Saif al-Yaʿarubī; † 1668 oder 1679 oder 1680) war Imam von Oman von 1649 bis zu seinem Tod. Er entstammte der Yaruba-Dynastie.
Sultan ibn Saif trat die Nachfolge von Nasir ibn Murschid (1624–1649) an. Schon vorher hatte er sich bei der Vertreibung der Portugiesen aus Sur und Quriyat ausgezeichnet. Er setzte auch als Imam den Kampf gegen die Portugiesen fort und vertrieb sie 1650 aus Maskat. Durch den Aufbau einer großen Handels- und Kriegsflotte wurde bald die Kontrolle über den Handel in der Golfregion sowie zwischen Arabien und Indien errungen. Große Bedeutung hatte u. a. der Pferdehandel.
Die Kämpfe mit den Portugiesen dauerten auch nach deren Abzug aus Oman an, da die Omanis nun deren Stützpunkte in Ostafrika und Indien angriffen. So wurde 1652 Sansibar erobert und 1655 das portugiesische Bombay von der omanischen Flotte geplündert und zerstört. Durch den Aufschwung des Handels und der Wirtschaft erlebt das Reich eine Zeit des wirtschaftlichen Wohlstandes, der in der Errichtung mehrerer Festungen zum Ausdruck kam. Nachfolger von Sultan ibn Saif I. wurde sein Sohn Bilʿarab ibn Sultan.